# Орех (род)
Оре́х (лат. Júglans) — род растений семейства Ореховые (Juglandaceae), включающий в себя более 20 видов, произрастающих в теплоумеренных районах Евразии, Северной Америки и в горах Южной Америки.

## Биологическое описание
Виды ореха — листопадные деревья высотой 10—40 м.
Листья сложноперистые длиной 20—90 см с 5—25 листочками.
Цветки двуполые мелкие, собраны в серёжки.
Плод — костянковидный орех, в отличие от костянки, образующийся из ценокарпного гинецея.

## Значение и применение
Ряд представителей являются известными орехоплодными культурами, среди которых наиболее важен орех грецкий, кроме того некоторые являются источником ценной древесины, обладающей высокими декоративными и механическими качествами.

## Виды
Секция Juglans
- Juglans regia L. — Орех грецкий
- Juglans sigillata Dode

Секция Rhysocaryon
- Juglans australis Griseb. — Орех южный
- Juglans boliviana DC.
- Juglans brasiliensis Dode
- Juglans californica S.Wats. — Орех калифорнийский
- Juglans hindsii (Jeps.) R.E.Sm.
- Juglans hirsuta
- Juglans jamaicensis DC.
- Juglans major (Torr.) A.Heller
  - Juglans major var. glabrata
- Juglans microcarpa Berland. — Орех мелкоплодный
  - Juglans microcarpa var. microcarpa
  - Juglans microcarpa var. stewartii
- Juglans mollis Engelm.
- Juglans neotropica Diels — Орех неотропический
- Juglans nigra L. typus[1] — Орех чёрный
- Juglans olanchana Standl. & L.O.Williams
- Juglans peruviana Dode
- Juglans soratensis W.E.Manning
- Juglans steyermarkii W.E.Manning
- Juglans venezuelensis W.E.Manning

Секция Cardiocaryon
- Juglans ailantifolia Carrière — Орех айлантолистный
  - Juglans ailantifolia var. cordiformis
- Juglans mandshurica Maxim. — Орех маньчжурский

Секция Trachycaryon
- Juglans cinerea L. — Орех серый